# Saleh Salem
Ne doit pas être confondu avec l'homme politique israélien Saleh Saleem.
Abdul Rahman (A.R.) Saleh Salem est un joueur d'échecs des Émirats arabes unis né le 4 janvier 1993 à Charjah.
Au 1er janvier 2021, il est le joueur numéro 1 des Émirats arabes unis et le 53e joueur mondial avec un classement Elo de 2 682.

## Biographie et carrière
Grand maître international depuis 2009 (à seize ans), Saleh Salem a remporté le championnat arabe d'échecs en 2008 et 2014 et le championnat d'Asie d'échecs en 2015. Il a représenté les Émirats arabes unis au premier échiquier lors de quatre olympiades (de 2008 à 2014).
Lors de la Coupe du monde d'échecs 2021, il est exempt au premier tour grâce à son classement Elo, puis il bat le Serbe Aleksandar Indjić au deuxième tour et perd au troisième tour face au Croate Ante Brkić.
| Année | Lieu            | Résultat           | Ultime adversaire | Adversaires battus                                                             |
| ----- | --------------- | ------------------ | ----------------- | ------------------------------------------------------------------------------ |
| 2011  | Khanty-Mansiïsk | premier tour       | Dmitri Iakovenko  |                                                                                |
| 2021  | Sotchi          | deuxième tour      | Aleksandar Indjić | (exempt au premier tour)                                                       |
| 2023  | Bakou           | huitième de finale | Nidjat Abassov    | Aydagnuhem Gezachew Abera, Gianmarco Leiva, Bardiya Daneshvar Daniele Vocaturo |